# Amir Hossein Zare
Amir Hossein Zare (n. 16 ianuarie 2001, Amol, Iran) este un luptător ce a reprezentat Iran, medaliat olimpic. A participat la o ediție a Jocurilor Olimpice (2020) în care a câștigat o medalie de bronz.